# Sabinaite
La sabinaite è un minerale.